# National Audubon Society
Die National Audubon Society ist eine US-amerikanische Non-Profit-Umweltorganisation. Sie wurde 1905 von George Bird Grinnell, einem Verleger und Naturwissenschaftler, gegründet. Benannt wurde die Gesellschaft nach John James Audubon, einem franko-amerikanischen Ornithologen und Naturforscher, der die Vögel Nordamerikas in seinem Buch „The Birds of America“ malte, katalogisierte und beschrieb. „The Birds of America“ wurde zwischen 1827 und 1838 abschnittsweise herausgegeben.
Die Gesellschaft ging aus mehreren Vorläufern hervor, deren erste durch den Zoologen und Naturschützer George Bird Grinnell 1886 gegründet wurde und bereits nach Audubon benannt worden war. Grinnell hatte die Philosophie Audubons von seiner Witwe Lucy Audubon kennengelernt, die eine Lehrerin Grinnells gewesen war. Die Audubon Society wurde bewusst als wissenschaftliche Fachgesellschaft mit einem Schwerpunkt auf den Schutz von Vögeln gegründet und setzte sich damit von der bereits bestehenden American Ornithologists’ Union ab, die die Jagd auf Vögel im Interesse der wissenschaftlichen Datensammlung proklamierte.
Die Gesellschaft gibt ein bebildertes Magazin, Audubon, heraus. Sie verfügt über zahlreiche Ortsverbände, die Ausflüge zur Vogelbeobachtung und Naturschutzaktivitäten organisieren. Darüber hinaus koordiniert die National Audubon Society eine alljährliche, US-weite Vogelzählung im Dezember.
Sitz der Gesellschaft ist in New York City. In über 30 US-Bundesstaaten werden weitere Büros unterhalten. Im Rahmen ihres Auftrags, die Öffentlichkeit über Vögel, deren Schutz und den Schutz anderer Habitate zu informieren, betreibt sie Naturschutzzentren in der Nähe von beispielsweise Vogelschutzgebieten.
Es gibt auch die 1896 gegründete Massachusetts Audubon Society (kurz MassAudubon). Auch in anderen Bundesstaaten und Gebieten gibt eigenständige Audubon Societys wie z. B. die Los Angeles Audubon Society.

## Kontroverse um den Namensgeber
John James Audubons Leben ist durch zahlreiche Plagiats- und Betrugsvorwürfe getrübt, die seine Biographen (und die Audubon Society Führung) routinemäßig zurückwiesen oder herunterspielten, selbst wenn sie seine rassistische und sklavenfeindliche Vergangenheit anerkannten. Im Zuge der Proteste nach der Ermordung von George Floyd gab es öffentliche Aufrufe, den Namen Audubon aus der Gesellschaft zu streichen und die Namen von Arten, die ihn ehren, zu ändern. Die Audubon Society hat sich öffentlich für die Entfernung von Konföderierten-Denkmälern eingesetzt und dabei auch eingeräumt, dass „es nicht nur um physische Denkmäler geht“.
Eine interne Abstimmung im Vorstand im Jahr 2023 führte zu der Entscheidung, den Namen Audubon für die nationale Organisation beizubehalten, wobei drei der 26 Vorstandsmitglieder zurücktraten. In der Folge änderten mehrere Audubon-Sektionen ihren Namen.